# Lokas
Heribert Lokwa Itoko, dit Lokas, est un chanteur et guitariste né à Kisangani le 16 juillet 1962 et mort le 25 novembre 2023[réf. nécessaire].  
Il commence la musique traditionnelle dans sa septième année, avec Chem Chem Yetu, le Chœur des petits chanteurs et danseurs de musique chrétienne. puis dans la chorale Misha Misha. Sa carrière professionnelle commence dans les années 1980 avec les Casques Bleus de Yenga Yenga Junior, après quelques concerts amateur dès ses 15 ans.  Il fera partie de divers orchestres jusqu’en 1999, quand il forme Lokas, son propre groupe, composé d’un chanteur/guitariste/compositeur (lui-même), de deux choristes, d’un batteur, d’un bassiste et d’un percussionniste. Sans renier les influences de blues, de jazz, de musique afro-cubaine, etc. le groupe est ancré dans la tradition congolaise. Leur spectacle Etoko signifie d’ailleurs Source.

## Discographie
- 2007 : Motema Sanduku (Igloo Mondo)